# EMC (motocicletas)
EMC Motorcycles o Ehrlich Motor Co era un fabricante británico de motocicletas. Con sede en Isleworth, la empresa fue fundada por Joseph Ehrlich, quien emigró al Reino Unido desde Austria en la década de 1930.
Un especialista en la puesta a punto de los motores, Joe Ehrlich fabricó motocicletas de dos tiempos únicas. EMC detuvo la producción en masa en 1952, pero Ehrlich utilizó su conocimiento de la tecnología alemana para rediseñar motocicletas derivadas de las de serie DKW "Rennsporte Ladempumpe", que desarrolló como motos de carreras EMC artesanales y ganó varios competiciones durante los siguientes 25 años. La moto de competición EMC 125 cc fue considerada una de las más rápidas de su categoría a principios de la década de 1960. Ehrlich se fue en 1967 y la empresa cerró en 1977.

## Historia
El Doctor Joseph Ehrlich era un austriaco acomodado y entusiasta de las motocicletas que se convirtió en la autoridad reconocida en motos de carreras de dos tiempos. Ehrlich se mudó al Reino Unido antes de la Segunda Guerra Mundial, en 1946 estableció EMC con una fábrica en Isleworth. La Producción enfocada a una moto de 350 cc con pistón doble basada en la ingeniería alemana que utiliza dos cilindros y pistones con una cámara de combustión común. Un cilindro albergaba los puertos de escape y el otro los puertos de transferencia. EMC también importó Puch 125 cc, con motores de pistón doble y cuatro velocidades de Austria, ya que no había nada con lo que competir en el mercado del Reino Unido en ese momento.

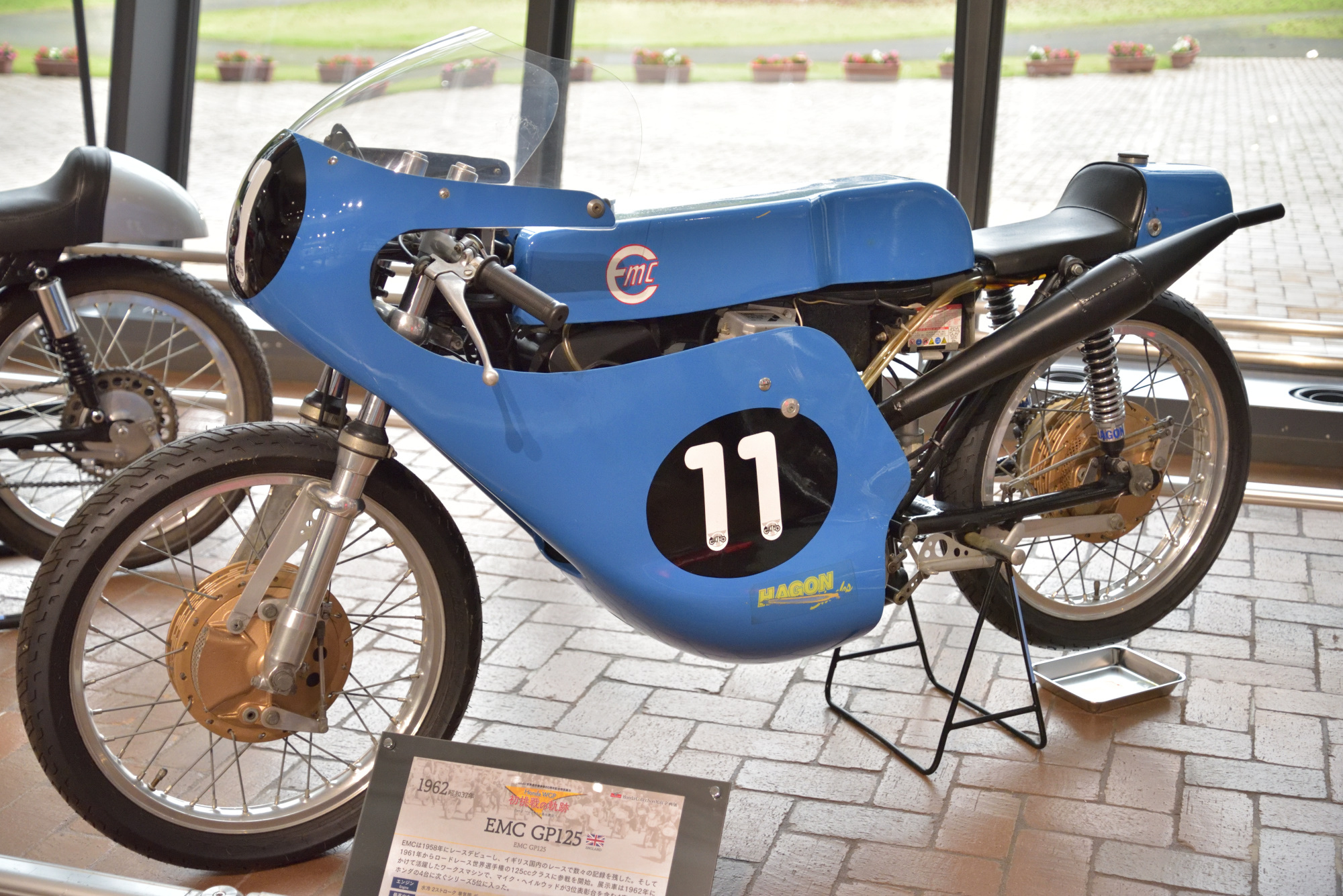
EMC GP125 competición de 1962

Ehrlich trabajó durante toda su vida para mejorar el rendimiento de los motores. En 1948 construyó un motor de motocicleta de tres cilindros que fue prohibido en los circuitos de carreras por ser «demasiado potente». Algunos de los pilotos punteros utilizaron motocicletas de carreras EMC (y automóviles), incluido Mike Hailwood, quien condujo una EMC hasta el quinto lugar en la categoría 125 cc del campeonato del mundo de 1962. Ehrlich continuó desarrollando autos de carreras de Fórmula 3 y aunque se retiró de EMC en 1967, su interés en las motocicletas de carreras continuó y en la década de 1980 produjo motos de 250 cc con motor Rotax. Desde 1981, las motocicletas EMC de 250 cc ganaron 4 Tourist Trophy Junior en la isla de man y una EMC fue la primera 250 cc en romper las 110 millas por hora (177 km/h) con el récord de vuelta rápida. Su última motocicleta de competición fue en 1995, cuando tenía más de 80 años.
La experiencia de Ehrlich con los primeros diseños de motores de dos tiempos, le llevó a trabajar en el 'Motor ecológico' que tenía compresión y capacidad variables. Con lo que se obtenía mejoras en las emisiones y el consumo de combustible. Potencialmente la tecnología de futuro de los motores, Josef Ehrlich murió en septiembre de 2003 a los 89 años sin ver que sus diseños de motores se desarrollasen comercialmente.

## Modelos

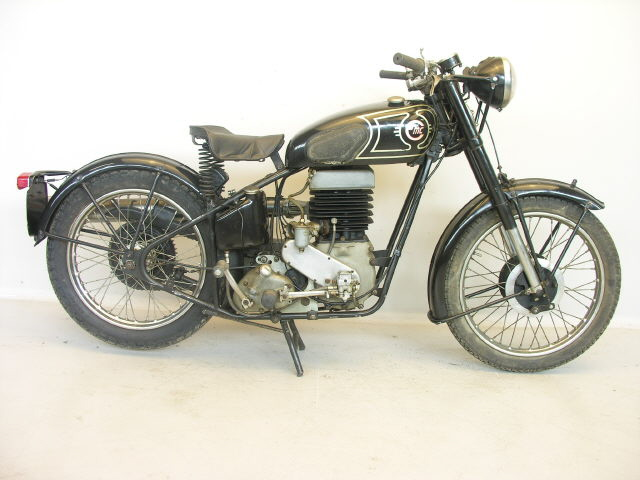
EMC Twin 1950

| Modelo       | Año  | Notas                                |
| ------------ | ---- | ------------------------------------ |
| EMC 350 cc   | 1948 | Cilindro de pistón doble             |
| EMC Modelo T | 1953 | Motor japonés                        |
| EMC 125 cc   | 1963 | doble cilindro, refrigerado por agua |